# Capel-le-Ferne
Capel-le-Ferne est un village situé près de Folkestone, dans le Kent. Il a une population d'environ 2 400 habitants. Perché au sommet des Falaises blanches de Douvres, son attraction la plus importante est le Mémorial de la bataille d'Angleterre, érigé à l'initiative de Geoffrey Page, un pilote honoré de la RAF, qui est ouvert le 9 juillet 1993. Le mémorial est construit sur une partie d'une ancienne batterie côtière de la Seconde Guerre mondiale. 
Le tunnel sous la Manche passe sous la partie septentrionale du village.
Un marché fermier est tenu à la salle des fêtes chaque mardi matin. Le village est jumelé avec la commune d'Oye-Plage dans le département du Pas-de-Calais.

Battle of Britain Memorial
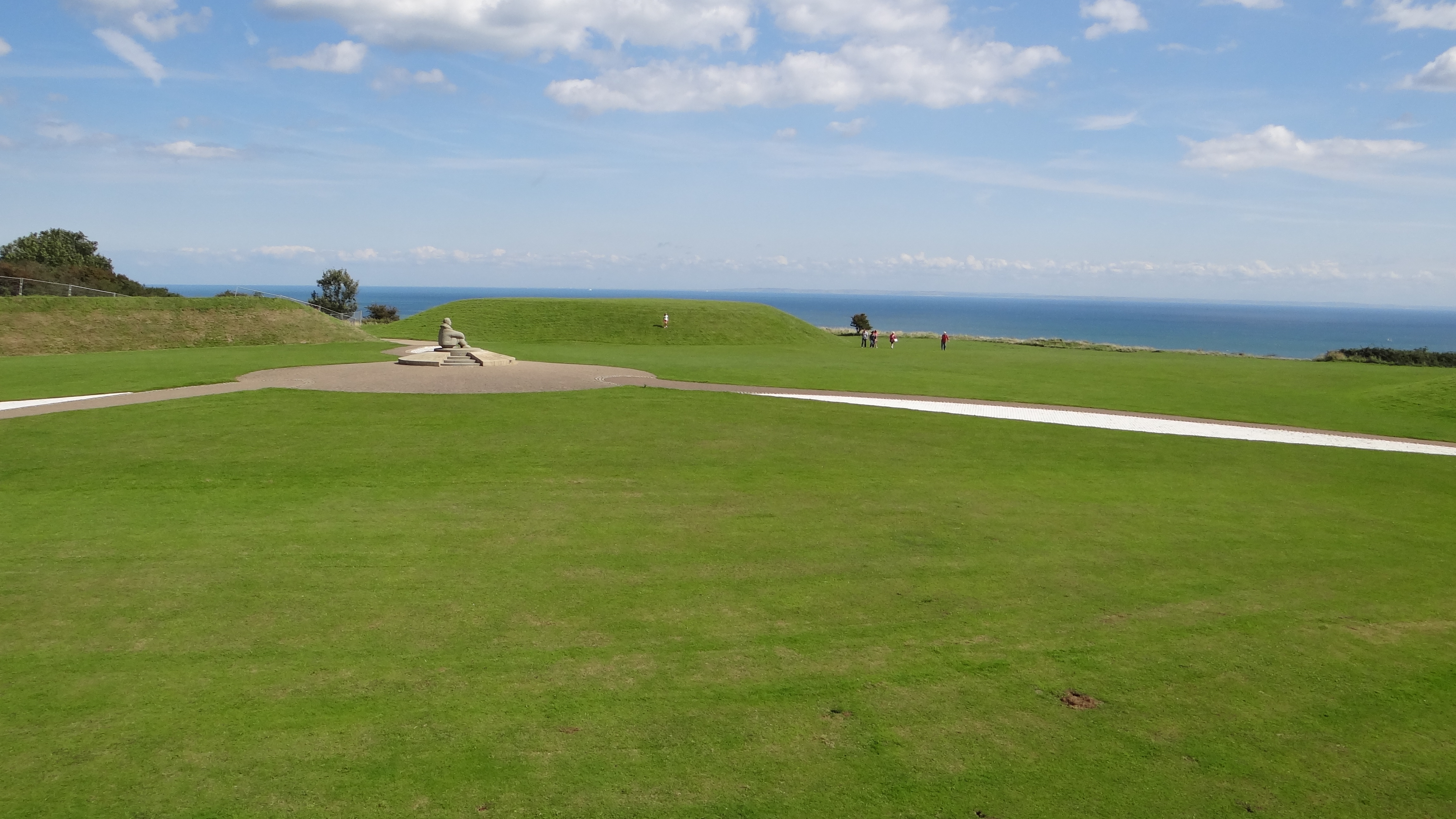
Paysage
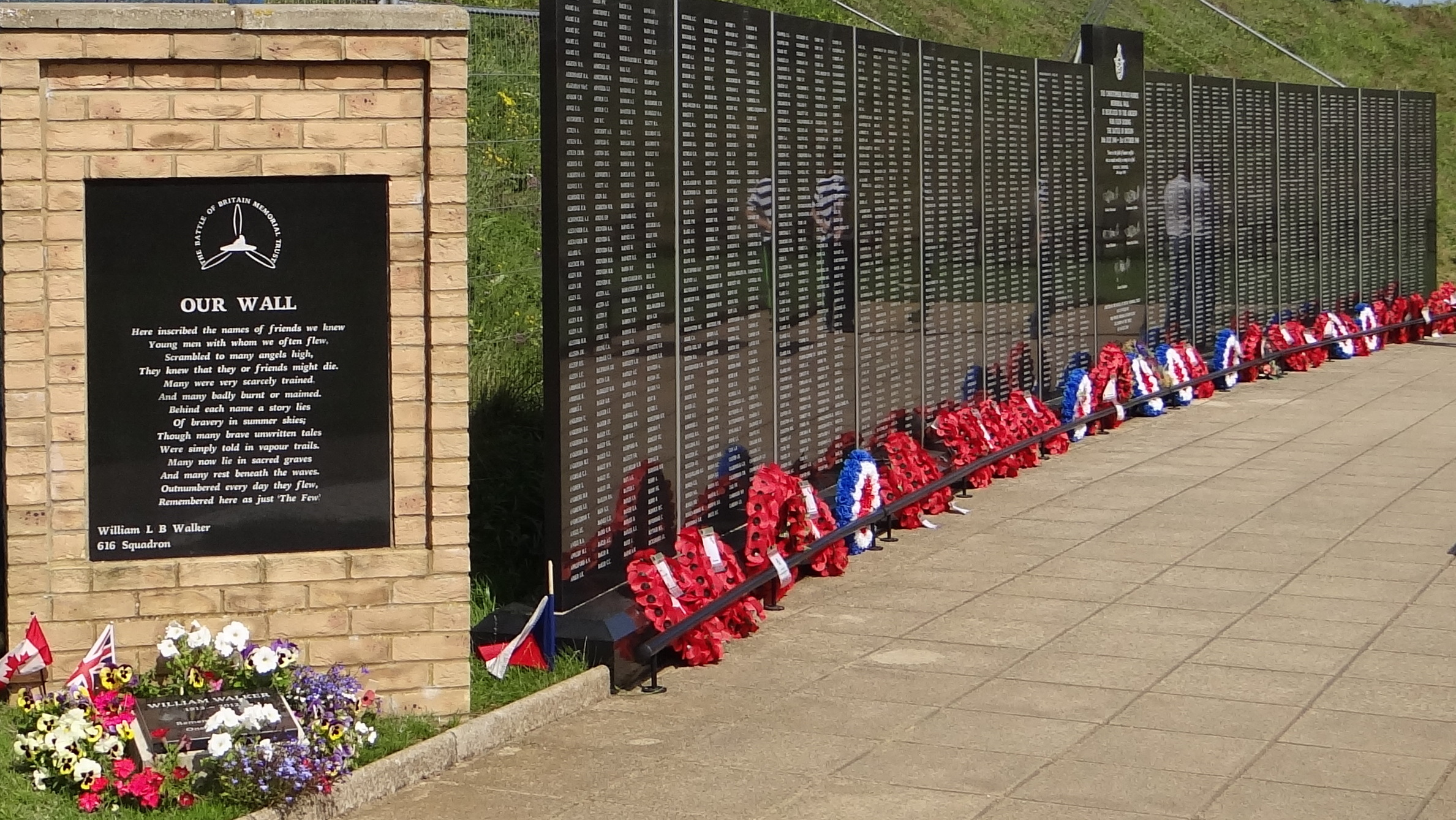
Murs aux aviateurs morts
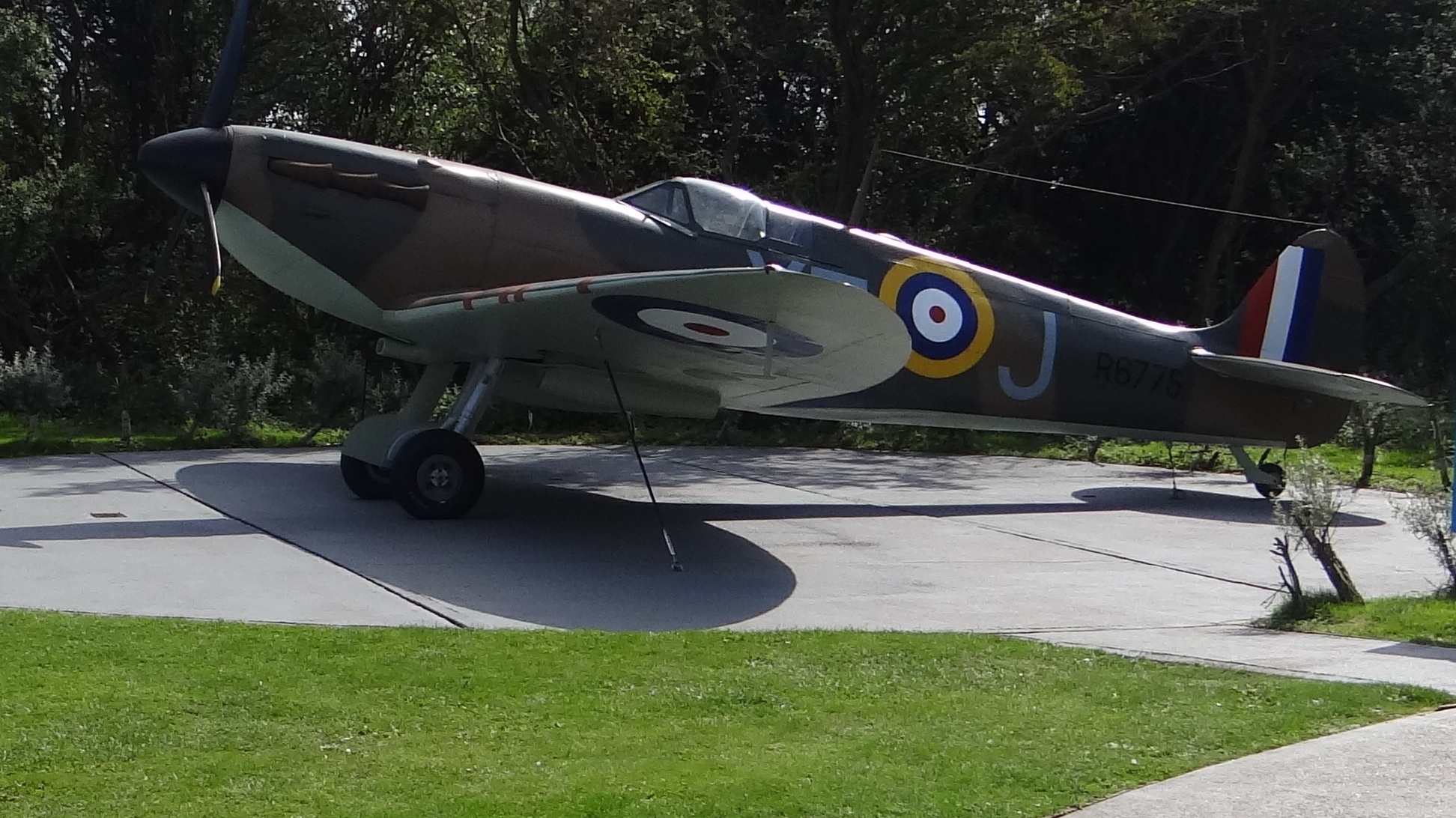
Supermarine Spitfire avion emblématique de la bataille d'Angleterre